# Zwei Sekunden
Zwei Sekunden (Originaltitel: Two Seconds) ist ein US-amerikanisches Filmdrama aus dem Jahr 1932 von Mervyn LeRoy mit Edward G. Robinson in der Hauptrolle. Der Pre-Code-Film wurde von First National Pictures produziert und basiert auf dem 1931 uraufgeführten Bühnenstück Two Seconds von Elliott Lester.

## Handlung
Kurz vor der Hinrichtung des Mörders John Allen spekuliert der Gefängnisdirektor, dass in den zwei Sekunden nach dem Einschalten des Stroms das Leben des Delinquenten an dessen geistigem Auge vorbeilaufen werde.
Allen arbeitet während der Prohibition als Nieter auf einer Baustelle. Er teilt sich ein Appartement mit seinem besten Freund und Kollegen Bud Clark. Clark ist verlobt und versucht, für Allen eine Verabredung zu organisieren. Allen ist nicht interessiert und besucht ein Tanzlokal, in dem er die Tänzerin Shirley Day kennenlernt. Er hilft ihr, sich gegen die Avancen eines Verehrers zu wehren, was dem Lokalbesitzer Tony, der zugleich ihr Liebhaber ist, nicht gefällt. Allen, der immer eine gebildete Frau kennenlernen wollte, wird von Shirley betrunken gemacht. Sie besticht einen Friedensrichter, der sie mit Allen verheiratet. Zurück in Allens Appartement wirft sie Clark hinaus.
Drei Wochen später geraten Allen und Clark auf der Baustelle, dem Rohbau eines Hochhauses, in Streit. Clark klärt seinen Freund über Shirleys Lügen auf und darüber, dass sie sich nachmittags, während Allen arbeitet, mit Tony trifft. Wütend schubst Allen Clark weg, der den Halt verliert und 20 Stockwerke in die Tiefe stürzt. Von dem Unfall bestürzt kündigt Allen seinen Job, doch von Shirleys Tanzgage zu leben deprimiert ihn. Shirleys Plan, Clarks Verlobter Annie mit einem Job im Tanzlokal zu helfen, erzürnt ihn. Mit Gewinnen beim Pferderennen zahlt er seine Schulden bei Tony zurück und erschießt Shirley. Vor Gericht verweigert er jede Verteidigung. Man hätte ihn besser gebraten, als er ganz unten war und nicht erst, als er sich gerächt hat.
Bei der Hinrichtung legt der Henker den Schalter um.

## Produktion

### Hintergrund
Gedreht wurde der Film in den Warner-Studios in Burbank.

### Stab
Anton Grot oblag die künstlerische Leitung. Leo F. Forbstein dirigierte das Vitaphone-Orchester.

### Besetzung
In einer kleinen nicht im Abspann erwähnten Nebenrolle trat Luana Walters auf.
Ebenfalls unerwähnt blieben Adrienne Dore als Annie und Harry Woods als Henker.

## Synchronisation
Die deutsche Synchronfassung entstand 1997 im Auftrag der Berliner Synchron GmbH Wenzel Lüdecke.
| Rolle                        | Schauspieler       | Deutscher Synchronsprecher |
| ---------------------------- | ------------------ | -------------------------- |
| John Allen                   | Edward G. Robinson | Jan Spitzer                |
| Shirley Day                  | Vivienne Osborne   | Ghadah Al-Akel             |
| Bookie                       | Guy Kibbee         | Hans Teuscher              |
| Bud Clark                    | Preston Foster     | Peter Reinhardt            |
| Tony                         | J. Carroll Naish   | Gerald Paradies            |
| Richter                      | Frederick Burton   | Wolfgang Ostberg           |
| Arzt                         | Harry Beresford    | Friedrich G. Beckhaus      |
| Gefängnisdirektor            | Berton Churchill   | Wolfgang Ostberg           |
| Zeuge der Hinrichtung        | William Janney     | Bernhard Völger            |
| Gefängnisarzt                | Edward McWade      | Wolf Rüdiger Reutermann    |
| Reporter                     | Lew Brice          | Herbert-Günther Schmidtke  |
| Priester bei der Trauung     | Charles E. Evans   | Karl-Heinz Grewe           |
| Priester bei der Hinrichtung | Otto Hoffman       | Imo Heite                  |
| Tanzpartner                  | Matt McHugh        | Andreas Conrad             |
| Reporter                     | Franklin Parker    | Andreas Conrad             |

Anmerkung: Die kursiv geschriebenen Namen sind Rollen und Darsteller, die nicht im Abspann erwähnt wurden.

## Veröffentlichung
Die Premiere des Films fand am 18. Mai 1932 in New York statt. In der Bundesrepublik Deutschland wurde er am 11. August 1979 im deutschen Fernsehen ausgestrahlt.

## Kritiken
Der Filmkritiken-Aggregator Rotten Tomatoes hat in einer Auswertung von über 100 User-Kritiken ein Publikumsergebnis von 70 Prozent positiver Bewertungen ermittelt.
Das Lexikon des internationalen Films schrieb: „Gut besetztes und gespieltes Melodram aus Hollywood.“
Die Filmzeitschrift Cinema befand: „Verliererdrama mit etwas viel Pathos.“
Mordaunt Hall von der The New York Times befand, Edward G. Robinson liefere eine bemerkenswert zwingende Darstellung in dieser schmutzigen, melancholischen Studie. Der Film sei, ohne jegliche komödiantische Entspannung, verdrießlich und grausam, aber intelligent gemacht
Die Variety bemängelte, dass der Film sich trotz seiner knappen 70 Minuten Länge nur langsam und morbide entwickele. Dies liege aber nicht an den Aufnahmen, sondern am Mangel von Handlung. Dramatik stelle sich nur punktuell ein und basiere auf theatralischer Darstellung, nicht aus einer melodramatischen Motivation heraus.

## Auszeichnungen
Das National Board of Review wählte den Film zu den zehn besten Filmen des Jahres 1932.